# Херман II (Равенсберг)
Херман II (на немски: Hermann II von Ravensberg; † 1221) е граф на Равенсберг от 1170 до 1221 г.

## Биография
Той е син на граф Ото I фон Равенсберг († 1170) и на Ода фон Цутфен († сл. 1166), дъщеря на граф Ото II фон Цутфен.
Херман II отива при противниците на Хайнрих Лъв. През 1198 г. във войната за престола той е единственият граф от Вестфалия, който е привърженик на Хоенщауфените. Около 1215 г. той печели службата Флото от архиепископа на Кьолн. През 1166 г. той заедно с баща си основава манастир Флаесхайм. През 1214 г. той прави Билефелд на град. Той има големи конфликти с Текленбург, през 1202 г. губи така множество епископски дарения и права.

## Фамилия
Първи брак: с Юта от Тюрингия († сл. 2 април 1200), дъщеря на Лудвиг II Железния, ландграф на Тюрингия, и на Юта Клариция. Те имат децата:
- Херман, домхер към Мюнстер
- Готфрид († ок. 1259), пропст на Кьолн
- Ото II († 1244), граф на Флото и Фехта
- Лудвиг († 1249), граф на Равенсберг

Втори брак: с Аделхайд (+ сл. 1221). Бракът е бездетен.